# Priscus (gladiator)
Priscus was een beroemde gladiator in het Romeinse Rijk in de 1e eeuw van de jaartelling. Het duel voor de  houten zwaarden (wat het symbool was van hun vrijheid) tussen Priscus en de gladiator Verus vormde het hoogtepunt bij de inhuldiging van het Amphitheatrum Flavium in Rome op de openingsdag van de spelen in het jaar 80. De strijd had een opmerkelijke afloop. Beiden werden tot winnaar uitgeroepen.
Een gevecht tussen getrainde gladiatoren eindigde normaal gesproken wanneer een van de strijders zich gewonnen gaf. Dit kon hij aangeven door een vinger op te steken of door zijn wapens weg te werpen. Een minder gebruikelijke mogelijkheid was missio (van mittere = wegsturen, laten gaan), een term die betekende dat de verliezer gratie kreeg of dat de strijdende partijen een remise hadden bereikt. Dit kon worden aangevraagd door het publiek of door de gladiatoren zelf wanneer de krachtmeting geen resultaat opleverde, maar zulk gelijkspel werd beschouwd als een schande. Als blijk van waardering voor hun discipline en moed en ter onderstreping van zijn rechtvaardigheid jegens de zwakkere partij riep Keizer Titus op deze dag beide strijders uit tot winnaar, zoals de dichter Marcus Valerius Martialis beschreef in het enige bewaarde gedetailleerde verslag van een gladiatorengevecht:
Contigit hoc nullo nisi te sub principe, Caesar:

Cum duo pugnarent, victor uterque fuit.
Het is onder geen prins behalve U gebeurd, Caesar:

Waar twee vochten, werden beiden winnaar!
De Romeinse dichter Martialis componeerde zijn beschrijving van de festiviteiten ter meerdere glorie van de keizer. Zijn lofdicht verscheen in zijn "boek der spelen" Liber spectaculorum in 84 of 85. Het spektakel rond de ingebruikname van het Colosseum duurde honderd dagen, met behalve optredens van gladiatoren ook dierengevechten en een nagespeelde zeeslag.